# Кырналово
Кырналово (болг. Кърналово) — село в Благоевградской области Болгарии. Входит в состав общины Петрич. Находится примерно в 8 км к северу от центра города Петрич и примерно в 63 км к югу от центра города Благоевград. По данным переписи населения 2011 года, в селе  проживало 1728 человек.

## Население
| Год     | 1934 | 1946 | 1956 | 1965 | 1975 | 1985 | 1992 | 2001 | 2011 |
| ------- | ---- | ---- | ---- | ---- | ---- | ---- | ---- | ---- | ---- |
| Жителей | 954  | 1242 | 1470 | 1680 | 1773 | 2040 | 2005 | 1897 | 1728 |

| Национальность | Человек | Процент |
| -------------- | ------- | ------- |
| болгары        | 1686    | 99,35%  |
| другие         | 10      | 0,59%   |
| Всего ответов  | 1697    |         |

|  |